# ماسارو ۲۷۷۹۱
سیارک ۲۷۷۹۱ (به انگلیسی: 27791 Masaru، نامگذاری:1993DD1) بیست و هفت هزار و هفتصد و نود و یکمین سیارک کشف شده‌است که در ۲۴ فوریه ۱۹۹۳ کشف شد.